# Stazione di Chianche-Ceppaloni
La stazione di Chianche-Ceppaloni è una stazione ferroviaria della linea Benevento-Avellino gestita da RFI e al servizio dei comuni di Chianche e Ceppaloni, rispettivamente appartenenti alle province di Avellino e di Benevento. Lo scalo si trova nel primo comune, nella frazione Chianche Scalo, sita nella valle del Sabato, al confine tra i due comuni, e servita dalla SS 88.

## Storia
Fino al 1º dicembre 1915 era denominata semplicemente «Chianche»; in tale data assunse la nuova denominazione di «Chianche-Ceppaloni».
In passato dotata di un buon traffico viaggiatori e discreto traffico merci, dagli anni 1960 perse gradualmente importanza prima con l'avvento del trasporto su gomma e poi con il grave danneggiamento del fabbricato storico causato dal terremoto del 1980. Quest'ultimo venne perciò demolito e sostituito da quello tuttora presente, contemporaneamente all'eliminazione del vecchio scalo merci, ormai inutilizzato.
A metà anni 1990 la stazione diventa de facto una fermata impresenziata, da allora è utilizzato solo il secondo dei due binari presenti.

## Strutture e impianti
La stazione è dotata di un semplice fabbricato viaggiatori ad un piano e di 2 binari serviti da banchine per il servizio viaggiatori, di cui solo il secondo è utilizzato.

## Movimento
La stazione è servita da alcuni treni svolti da Trenitalia nell'ambito del contratto di servizio stipulato con la Regione Campania: l'azienda del gruppo FS opera treni regionali tra Benevento da un lato e Avellino e Salerno dall'altro. Dal 12 dicembre 2021 la fermata è autosostituita e servita da autobus sostitutivi.